# Digor (district)
Digor is een Turks district in de provincie Kars en telt 26.925 inwoners (2007). Het district heeft een oppervlakte van 1164,1 km². Hoofdplaats is Digor.
De bevolkingsontwikkeling van het district is weergegeven in onderstaande tabel.
| 1997   | 2000   | 2007   |
| ------ | ------ | ------ |
| 24.863 | 25.125 | 26.925 |